# Bury St Edmunds (circonscription britannique)
Circonscription parlementaire de la Chambre des communes
La circonscription de Bury St Edmunds est une ancienne circonscription électorale anglaise située dans le Suffolk et représentée à la Chambre des communes du Parlement britannique.

## Géographie
La circonscription comprend:
- Les villes de Bury St Edmunds et Stowmarket

## Députés
Les Members of Parliament (MPs) de la circonscription sont:
La circonscription apparue en 1614 et représentée par deux députés dont Henry Jermyn (1640-1645), Thomas Jermyn (1679-1685), John Hervey, 1er duc de Bristol (1694-1703), John Hervey, 2e baron Hervey (1725-1733), Felton Hervey (1747-1761), Augustus Fitzroy (1756-1757), Augustus Hervey (1757-1763 et 1768-1775), Charles Fitzroy (1761-1774), William Hervey (1763-1768). Henry Seymour Conway (1775-1784) et Charles Augustus FitzRoy (1831-1832).
1885-2024
| Législature     | Années    | Député                 | Député              | Parti        |
| --------------- | --------- | ---------------------- | ------------------- | ------------ |
| Bury St Edmunds |           |                        |                     |              |
| 23e             | 1885–1886 |                        | Lord Francis Hervey | Conservateur |
| 24e             | 1886–1892 |                        | Lord Francis Hervey | Conservateur |
| 25e             | 1892–1895 | Henry Cadogan          |                     | Conservateur |
| 26e             | 1895–1900 | Henry Cadogan          |                     | Conservateur |
| 27e             | 1900–1906 | Edward Greene          |                     | Conservateur |
| 28e             | 1906–1907 | Frederick Hervey       |                     | Conservateur |
| 28e             | 1907-1910 | Walter Guinness        |                     | Conservateur |
| 29e             | 1910–1910 | Walter Guinness        |                     | Conservateur |
| 30e             | 1910–1918 | Walter Guinness        |                     | Conservateur |
| 31e             | 1918–1922 | Walter Guinness        |                     | Conservateur |
| 32e             | 1922–1923 | Walter Guinness        |                     | Conservateur |
| 33e             | 1923–1924 | Walter Guinness        |                     | Conservateur |
| 34e             | 1924–1929 | Walter Guinness        |                     | Conservateur |
| 35e             | 1929–1931 | Walter Guinness        |                     | Conservateur |
| 36e             | 1931–1935 | Frank Heilgers         |                     | Conservateur |
| 37e             | 1935–1944 | Frank Heilgers         |                     | Conservateur |
| 37e             | 1944-1945 | Edgar Keatinge         |                     | Conservateur |
| 38e             | 1945–1950 | Geoffrey Clifton-Brown |                     | Conservateur |
| 39e             | 1950–1951 | William Aitken         |                     | Conservateur |
| 40e             | 1951–1955 | William Aitken         |                     | Conservateur |
| 41e             | 1955–1957 | William Aitken         |                     | Conservateur |
| 42e             | 1959–1964 | William Aitken         |                     | Conservateur |
| 43e             | 1964–1966 | Eldon Griffiths        |                     | Conservateur |
| 44e             | 1966–1970 | Eldon Griffiths        |                     | Conservateur |
| 45e             | 1970–1974 | Eldon Griffiths        |                     | Conservateur |
| 46e             | 1974–1974 | Eldon Griffiths        |                     | Conservateur |
| 47e             | 1974–1979 | Eldon Griffiths        |                     | Conservateur |
| 48e             | 1979–1983 | Eldon Griffiths        |                     | Conservateur |
| 49e             | 1983–1987 | Eldon Griffiths        |                     | Conservateur |
| 50e             | 1987–1992 | Eldon Griffiths        |                     | Conservateur |
| 51e             | 1992–1997 | Richard Spring         |                     | Conservateur |
| 52e             | 1997–2001 | David Ruffley          |                     | Conservateur |
| 53e             | 2001–2005 | David Ruffley          |                     | Conservateur |
| 54e             | 2005–2010 | David Ruffley          |                     | Conservateur |
| 55e             | 2010–2015 | David Ruffley          |                     | Conservateur |
| 56e             | 2015–2017 | Jo Churchill           |                     | Conservateur |
| 57e             | 2017–2019 | Jo Churchill           |                     | Conservateur |
| 58e             | 2019–2024 | Jo Churchill           |                     | Conservateur |

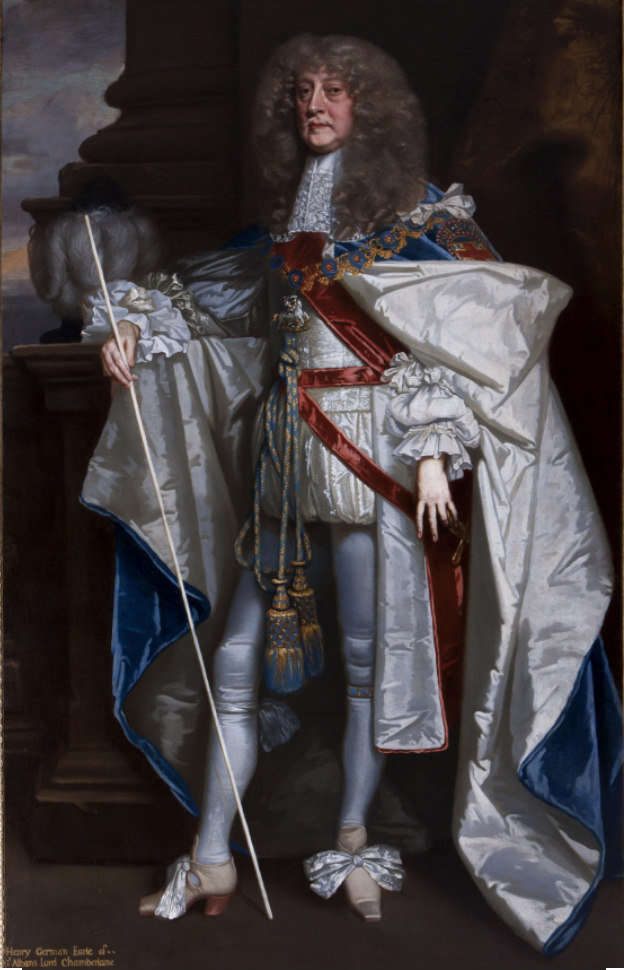
Henry Jermyn, duc de St Albans (1640-1645), par Peter Lely
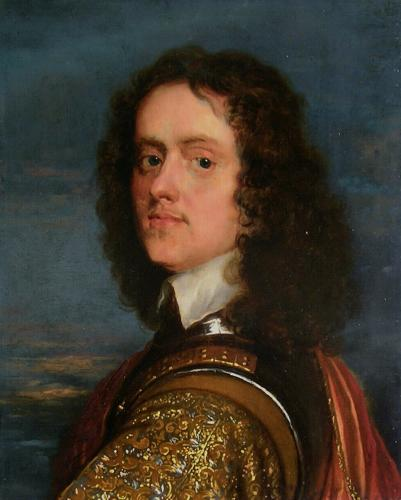
Thomas Jermyn (1679-1685)
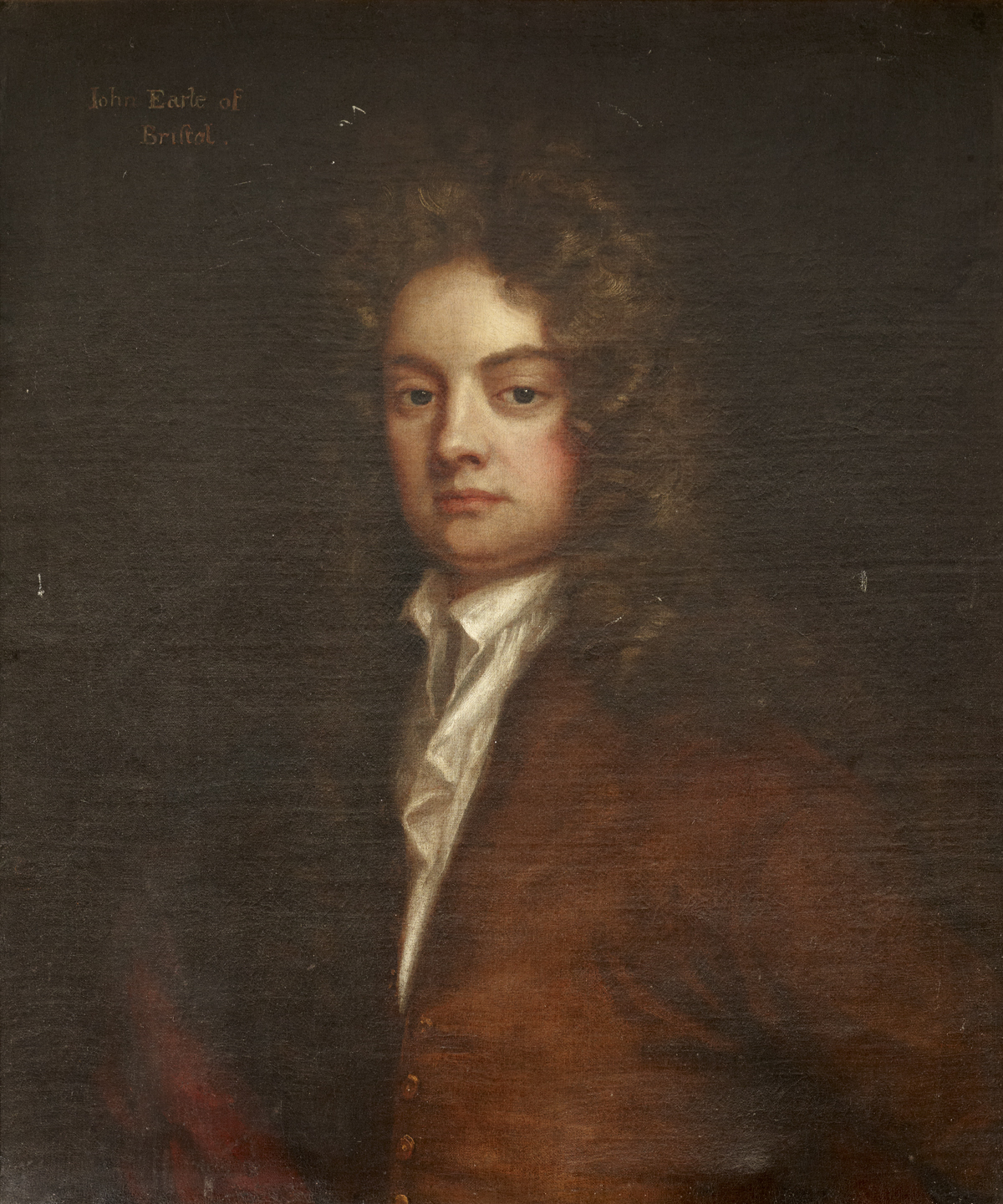
John Hervey, 1er duc de Bristol (1694-1703), par Godfrey Kneller
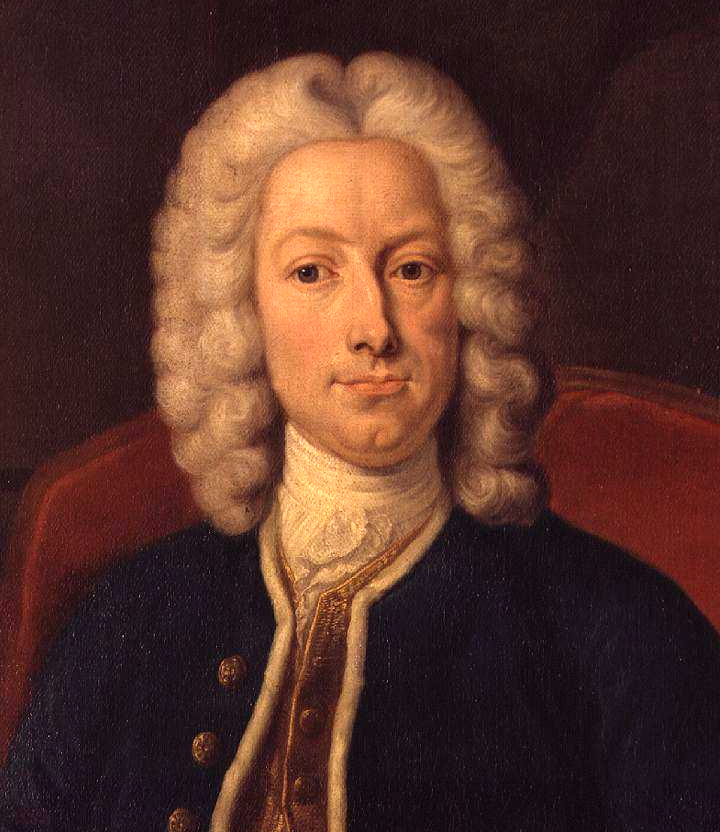
John Hervey, 2e baron Hervey (1725-1733) par Jean-Baptiste van Loo
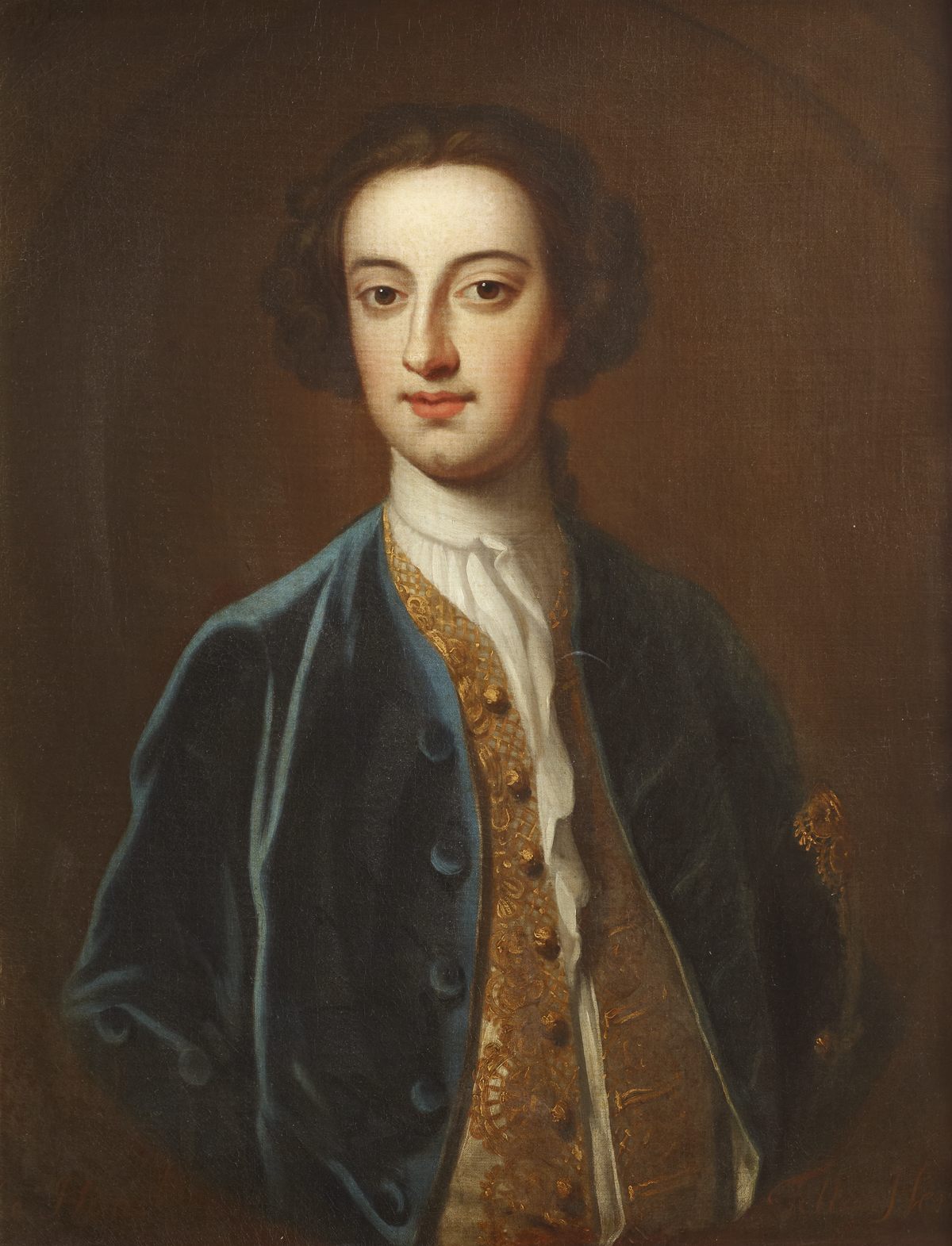
Felton Hervey (1747-1761)
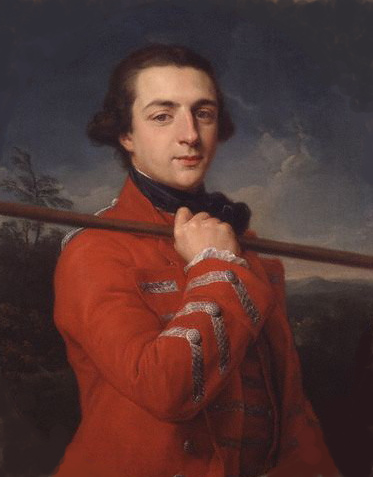
Augustus Fitzroy (1756-1757), par Pompeo Batoni
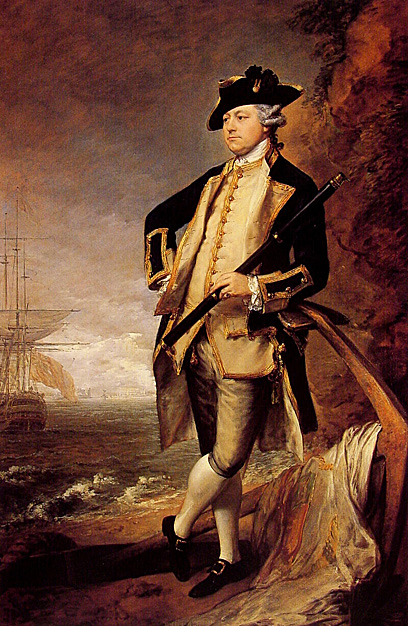
Augustus Hervey (1757-1763 et 1768-1775), par Thomas Gainsborough
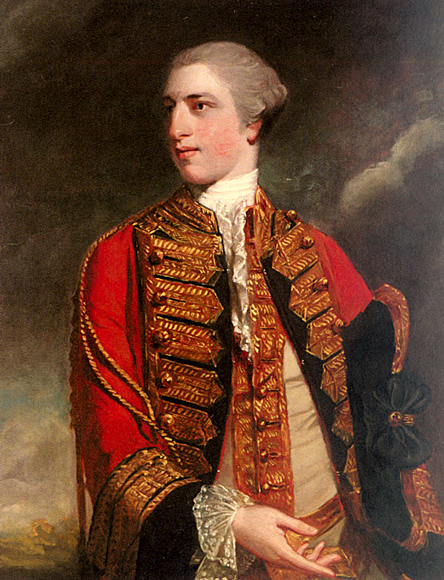
Charles Fitzroy (1761-1774)
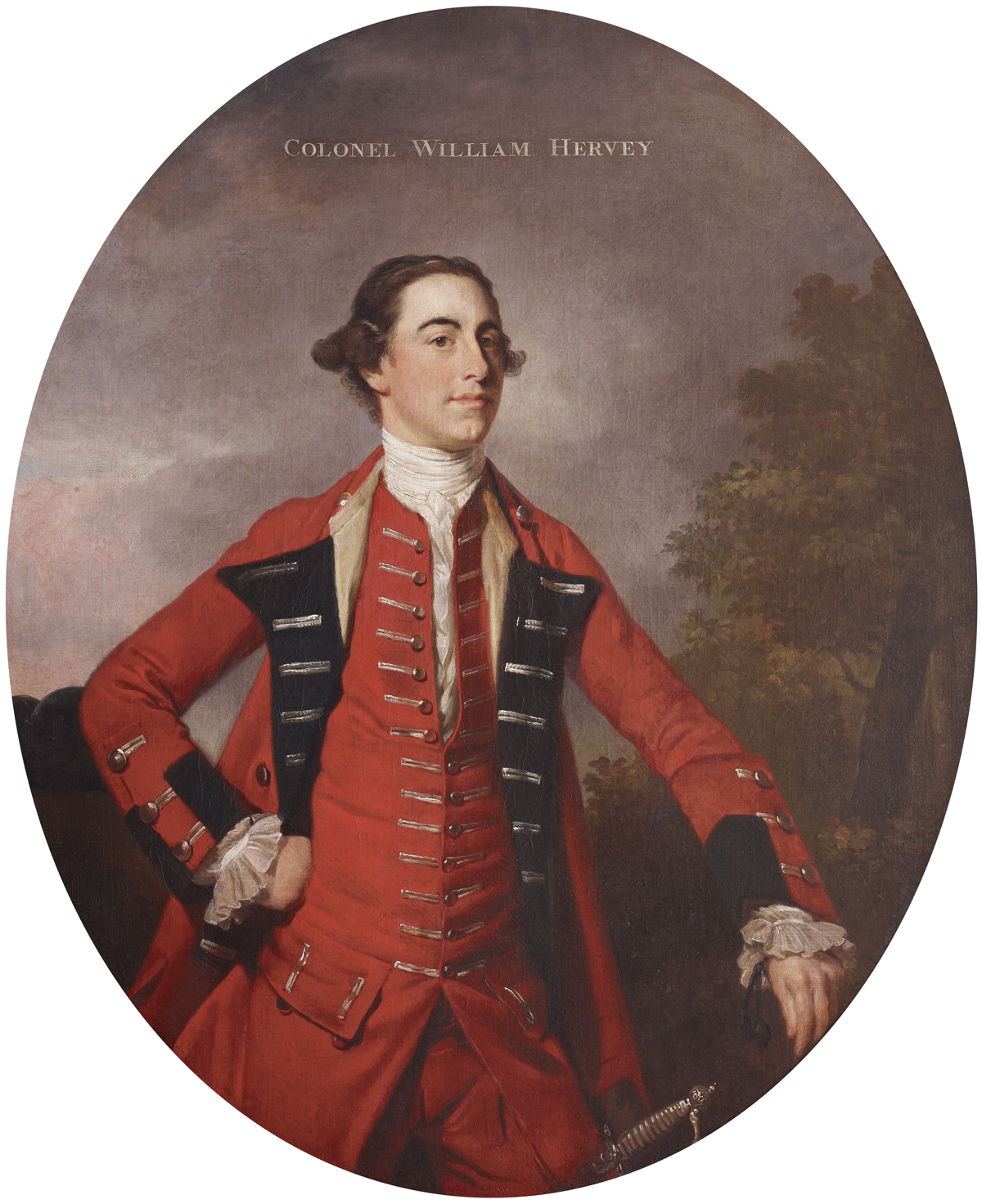
William Hervey (1763-1768)
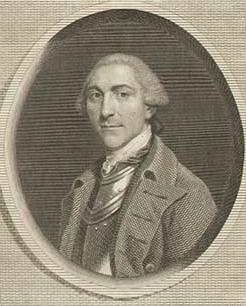
Henry Seymour Conway (1775-1784)
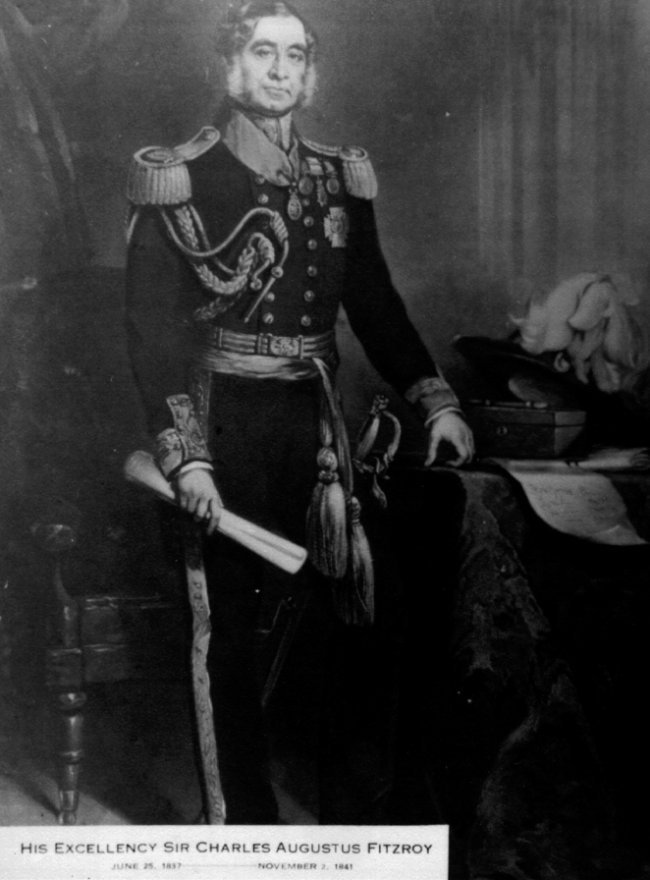
Charles Augustus Fitzroy (1831-1832)
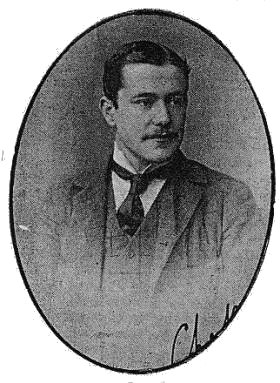
Henry Cadogan (1892-1900)
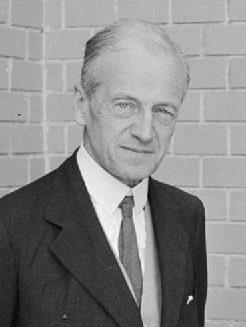
Walter Guinness (1907-1931)
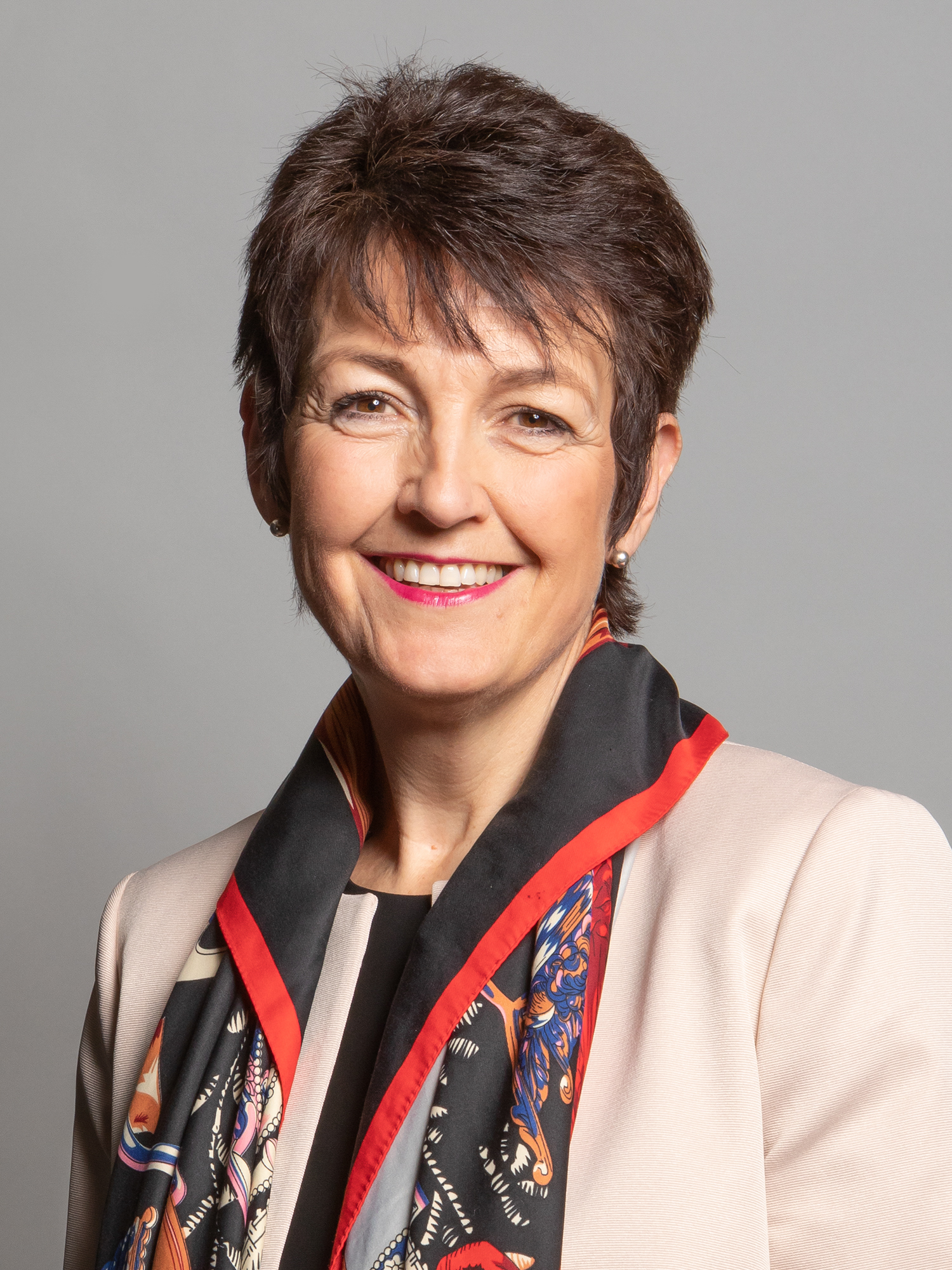
Jo Churchill (2015-2024)